# Torenia silvicola
Torenia silvicola är en tvåhjärtbladig växtart som beskrevs av A. Raynal. Torenia silvicola ingår i släktet Torenia och familjen Linderniaceae. Inga underarter finns listade i Catalogue of Life.